# Робин Худ ФК
„Робин Худ“ ФК (на английски: The Robin Hood Football Club) е футболен клуб от британската задморска територия Бермудски острови със седалище град Пембрук Париш.
Състезава се в „Премиър дивижън“. Мачовете си играе на „Гууз Гослинг Фийлд“ в Пемрук Париш.

## История
Футболният тим с името на легендария разбойник „Робин Худ“, взимащ от богатите за да го дава на бедняците се появява през 1977 година.
Всъщност „Робин Худ ФК“ е кръстен на пъба (кръчмата) в която е приет първият клубен устав. Днес заведението „Робин Худ“ в Пембрук е едновременно пицария и бар.
През 2012 година начело застава агличанинът Кайл Лайтборн, роден в столицата Хамилтън. Първият му професионален отбор е „ПФК Зебрас“, с който печели 3 титли на Бермуда. През това време играе крикет, участвайки дори в международни турнири под флага на Бермудите. След това отпътува за Англия и минава през половин дузина отбори от втора и трета дивизия. С най-дълъг стаж е в „Уолсол“ и „Стоук Сити“. В края на активната си кариера се завръща на Бермудите и под негово ръководство „Робин Худ“ печели първи трофей в комерсиалния турнир „Корона Лийг“. „Жълто-зелените“ надделяват с 3:2 над „Фланаган“, но радостта от успеха бързо е помрачена. Отборът изпада в Първа дивизия, в края на сезон 2012/13. Престоят във второто ниво обаче е кратък. През сезон 2014/15 „Робин Худ“ се завръща в елита с гръм и трясък. Заема 4-то място в класирането, но неговата звезда Антуан Ръсел става голмайстор на турира, заедно с тринидадеца Кестъм Люис от „Данди Таун Хорнетс“.
Следващият сезон „стършелите“ от „Данди Таун“ печелят титлата, докато „Робин Худ“, остава втори. Въпреки това „розбойниците от Пембрук“ отмъщават на стършелите, след като печелят нациоалата Купа с 2:0 във финала.
И тогава идва златният сезон 2016/17. Осемнадесет кръга битката остава завързана почти докрая.
В един момент „Робин Худ“ се намира на третото място след „ПХК Зебрас“ и „Hорд Вилидж Рамс“, но с близки точки в класирането. Въртележка между трите отбора променя класирането. Кръг преди края „жълто-черните“ са начело с 3 точки преднина пред „зебрите“. В последния мач допускат загуба като гост на „Булевард Блейзърс“ с 0:1, но въпреки разгромната победа с 5:0 над „Данди Таун“, преследвачите им от „Зебрас“ остават втори с по-лоша голова разлика. Така „Робин Худ“ за първи път прибира шампионския трофей в своята клубна витрина .

## Успехи
Бермуда Премиър дивижън
- Шампион (1): 2016/17 [2]
  -  Сребърен медал (1): 2015/16

Купа на Бермудските острови
- Носител (1): 2015/16 [3]